# 정이랑
정이랑(1980년 11월 5일 ~ )은 대한민국의 배우이다.

## 출연 작품

### 예능
- 2006년 SBS 《웃음을 찾는 사람들》
- 2008년 MBC 《개그야》
- 2009년 MBC 《하땅사》
- 2011년 MBC 《웃고 또 웃고》
- 2012년 ~ 2014년 MBC 《코미디에 빠지다》
- 2012년 ~ 2017년 tvN 《SNL 코리아》
- 2013년 tvN 《환상거탑》
- 2014년 MBC 《코미디의 길》(화장을 지우며)
- 2015년 JTBC 《엄마가 보고있다》
- 2015년 KBS2 《위기탈출 넘버원》
- 2018년 MBC 《미스터리 음악쇼 복면가왕》 - 1004호 합창교실 히메나 선생님 <참가자>
- 2019년 XtvN 《최신유행 프로그램 2》
- 2021년 ~ 현재 쿠팡플레이 《SNL 코리아》
- 2022년 SBS 《꼬리에 꼬리를 무는 그날 이야기》
- 2022년 MBC 《심야괴담회》 - 70회 게스트
- 2023년 MBC 《구해줘!홈즈》 - 게스트
- 2023년 MBC 《황금어장 라디오스타》 - 게스트

### 드라마 & 시트콤
- 2012년 tvN 《응답하라 1997》 ... 노래방에서 노래 부르는 뒷태만 예쁜 여자 역 (특별출연)
- 2015년 tvN 《초인시대》 ... 하숙집 주인 아주머니 역
- 2015년 SBS 《당신을 주문합니다》 ... 오덕희 역
- 2015년 TV조선 《로스:타임:라이프》 ... 정명옥 역
- 2015년 E채널 《라이더스: 내일을 잡아라》 ... 백진주 역
- 2015년 MBC 《내일도 승리》
- 2016년 KBS 《구르미 그린 달빛》 ... 국밥 주모 역
- 2016년 KBS 《월계수 양복점 신사들》
- 2016년 웹드라마 《매콤달콤》 ... 마트아줌마 역
- 2016년 KBS 《KBS 드라마 스페셜 - 동정 없는 세상》 ... 약사 역
- 2016년 JTBC 《이번 주 아내가 바람을 핍니다》
- 2016년 KBS 《마음의 소리》
- 2017년 SBS 《초인가족 2017》
- 2017년 OCN 《터널》 ... 이금순 역
- 2017년 KBS 《KBS 드라마 스페셜 - 만나게 해, 주오》
- 2017년 MBC 《보그맘》 ... 유귀남 역
- 2018년 MBC 《대장금이 보고있다》 ... 이나영 역
- 2018년 tvN 《톱스타 유백이》 ... 이향기 역
- 2019년 KBS 《조선로코 - 녹두전》 ... 주모 역
- 2019년 tvN 《유령을 잡아라!》
- 2019년 SBS 《맛 좀 보실래요》 ... 집주인 역
- 2021년 KBS 《안녕? 나야!》 ... 반하영 역
- 2021년 Netflix 《내일 지구가 망해버렸으면 좋겠어》 ... 정 여사 역
- 2023년 웹드라마 《Mㅓ라도 하면 되겠Z》 ... 10년 차 팀장 역
- 2023년 JTBC 《힙(HIP)하게》 … 나미란 역
- 2024년 KBS2 《함부로 대해줘》 ... 정이랑 역 (특별출연)
- 2024년 TV조선 《DNA 러버》 ... 어진선 역
- 2025년 쿠팡플레이 《직장인들》 ... 정 여사 역 (특별출연)

### 영화
- 2014년 《하이힐》 ... 엘리베이터 여 역 (특별출연)
- 2015년 《헬머니》 ... 전화 상담원 역 (특별출연)
- 2019년 《미성년》 ... 옆 산모 역
- 2020년 《나는보리》 ... 슈퍼아줌마 역
- 2021년 《귀신》... 용자
- 2024년 《아네모네》... 용자 역 (주연)

## CF
- 2012년 제18대 대통령선거 캠페인
- 2014년 아모레퍼시픽 마몽드 에이지 컨트롤 파워 세럼
- 2015년 빙그레 바나나맛우유 토닥토닥 캠페인
- 2018년 배스킨라빈스 해피오더 딜리버리
- 2018년 롯데월드 삼바 카니발
- 2019년 넥슨 서든어택 통합시즌:서든패스 시즌1

## 수상
- 2011년 MBC 방송연예대상 코미디&시트콤부문 여자 신인상